# Hurtcore
Hurtcore es un término que combina las palabras en inglés hardcore (extremo) y hurt (daño), utilizado para describir una forma particularmente extrema de pornografía, generalmente asociada a la pornografía infantil, que suele implicar violencia degradante, lesiones corporales y tortura, típicamente relacionada con el abuso sexual infantil. La escritora australiana Eileen Ormsby, autora de The Darkest Web, define el hurtcore como "un fetiche para personas que se excitan infligiendo dolor o incluso tortura a otra persona que no es un participante voluntario"  Una motivación adicional para el perpetrador, además de su posición de poder sobre sus víctimas, puede ser la reacción de sus víctimas al abuso físico, como llorar o gritar de dolor. Esta reacción puede estimular aún más la excitación del perpetrador.
El hurtcore se caracteriza por representar actos de violencia extrema y abuso sexual, a menudo documentados en imágenes o videos que se comparten en foros del internet profundo, conocidos como la dark web. Algunos foros de la dark web se dedican a debatir y compartir imágenes y vídeos de hurtcore. En 2013, Vice llamó a Hurt2theCore "el sitio de hurtcore más notorio de la dark web", dirigido por Matthew Graham, quien se hizo conocido como el "Rey del Hurtcore", así como "uno de los mayores distribuidores de pornografía infantil y hurtcore del mundo". El caso de Matthew Falder fue el primer procesamiento exitoso por hurtcore llevado a cabo por la Agencia Nacional contra el Crimen del Reino Unido.
Aunque el hurtcore suele ser pornografía infantil, también existe hurtcore para adultos, que suele presentarse en forma de auténtica pornografía de violación, violencia doméstica filmada y también puede superponerse con BDSM. Dado que el "adult hurtcore" no contiene contenido infantil, y por lo tanto no es pornografía infantil, este tipo de contenido no es ilegal, pero muchos sitios web de pornografía y gore suelen prohibir su alojamiento.

## Arrestos notables
- Matthew Alexander Falder : un académico británico que, entre 2009 y 2017, obligó a sus víctimas en línea a enviarle imágenes degradantes de ellas mismas o a cometer delitos contra una tercera persona, como violación o agresión. Lo lograba profiriendo amenazas a las víctimas de que les enviaría a sus familiares o amigos información degradante o revelaría fotografías de ellos (lo que generalmente obtenía antes generando una falsa confianza con la víctima) si no cumplían con sus órdenes. Falder se escondió detrás de cuentas anónimas en la web y luego volvió a publicar las imágenes para obtener un mayor estatus en la red oscura.[4] Los investigadores dijeron que "disfrutaba" recibiendo imágenes para compartir en sitios web de hurtcore. La Agencia Nacional contra el Crimen (NCA), que participó en una investigación internacional, lo describió como «uno de los delincuentes más prolíficos y depravados que jamás habían conocido». Falder se declaró culpable de 137 cargos presentados por 46 denunciantes,[8] lo que lo convierte en uno de los delincuentes sexuales convictos más prolíficos del Reino Unido. En febrero de 2018, fue condenado a 32 años de prisión y a cumplir seis años más de libertad condicional extendida. Posteriormente, el Tribunal de Apelación redujo la pena de prisión a 25 años, con una licencia extendida a 8 años.[9]

- Matthew David Graham – un australiano conocido en línea como "Lux",[10] operaba un imperio de sitios web de hurtcore en la dark web desde su dormitorio en la casa de sus padres en el suburbio de South Morang en Melbourne cuando tenía entre 19 y 21 años. Los sitios web de Graham, incluido "Hurt2theCore", se especializaban en imágenes y vídeos que mostraban el sádico abuso sexual, la violación y la tortura de niños muy pequeños.[11][12] Graham, el mayor distribuidor de hurtcore del mundo, enfrentó 13 cargos, el más severo de los cuales involucraba alentar la violación y asesinato de un niño en Rusia y el abuso de un niño discapacitado y mudo en el Reino Unido. Graham fue arrestado y condenado por múltiples cargos relacionados con la distribución de pornografía infantil y hurtcore en 2016, fue sentenciado a 15 años de cárcel.[13]

- Brian Tod Schellenberger – Hombre de Carolina del Norte con dos víctimas conocidas (una niña de seis años y un niño de tres meses) que produjo lo que la policía en ese momento afirmó que eran las peores imágenes que jamás habían visto. La víctima de seis años de Schellenberger (a quien Schellenberger también intentó matar, junto con su madre) fue vista siendo golpeada, orinada y defecada encima, violada analmente, obligada a practicarle sexo oral, con un cuchillo de caza presionado contra su abdomen y las manos atadas, con mensajes degradantes como "Hazme daño", "Mátame" y "Soy una zorra" escritos en su cuerpo con una sustancia roja que imitaba la sangre, y mantenida en una jaula para perros.[14][15] Schellenberger tenía esposa y tres hijos, quienes se mudaron de su casa (y la pusieron en venta) después de su arresto en diciembre de 2003. Había conservado un trabajo en el Instituto SAS en Cary, pero fue despedido tras su arresto.[16] En 2005, Schellenberger fue condenado a 100 años de prisión.[17][18]

- Peter Gerard Scully – también australiano, originario de la isla filipina de Mindanao, presuntamente creó y dirigió una lucrativa red internacional de abuso sexual infantil que ofrecía transmisiones de video de pago por visión en la red oscura de niños que eran abusados sexualmente y torturados. Entre las víctimas cuyas experiencias fueron grabadas y vendidas por Internet se encontraba una niña de cinco años que fue violada y torturada por Scully y dos cómplices femeninas.[19] Scully es famoso por producir Daisy's Destruction, una serie de tres o cuatro vídeos de cinco a nueve minutos de duración que muestran la violación y tortura de una bebé de 18 meses llamada Daisy junto con otras dos niñas, las hermanas de Daisy, Liza y Cindy, todas ellas secuestradas por Scully. Los videos muestran a Peter Scully, dos de las novias filipinas de Scully (Carme Ann Alvarez y Liezyl Margallo Castaña [20][21] ), y los dos hermanos secuestrados de Daisy torturando a la niña de varias maneras diferentes, incluyendo cortarle los genitales con pinzas de tela, verter cera caliente sobre ella, atar a la bebé boca abajo, orinar sobre ella y golpearle las manos y los pies con cuerdas y otros materiales durante horas, todo mientras Daisy grita y llora de dolor. Las dos hermanas de Daisy, Liza y Cindy, también sufrieron estas torturas, aunque sus vídeos no fueron tan extremos como lo que sufrió Daisy. Mientras buscaban a Scully en Filipinas, los investigadores localizaron a las tres víctimas principales de Daisy's Destruction. Liza (víctima 1) fue encontrada con vida, al igual que Daisy (víctima 2), quien tenía heridas físicas duraderas debido a los severos maltratos que sufrió. Según Margallo, Scully se grabó en un vídeo con Cindy (víctima 3), en el que la violó y torturó, para luego obligarla a cavar su propia tumba antes de estrangularla hasta la muerte con una cuerda.[22] Las víctimas de Scully fueron obtenidas por éste con promesas de trabajo o educación a padres empobrecidos, o fueron solicitadas por Álvarez y Castaña. Scully fue encarcelado de por vida en Filipinas tras ser declarado culpable de un cargo de trata de personas y cinco cargos de violación mediante agresión sexual de niños. [23] Scully fue condenado a cadena perpetua en junio de 2018. En noviembre de 2022, recibió una segunda condena y fue sentenciado a 129 años adicionales de prisión.

- William Michael Spearman, hombre de Alabama, operó durante cinco años un sitio web de pornografía infantil de alto perfil que, según las autoridades, "incluía una sección dedicada al abuso sexual de bebés y niños pequeños, una sección dedicada a imágenes y videos que mostraban a niños sometidos a dolor y tortura, y una sección dedicada a evitar ser detectados por las fuerzas del orden, entre otras cosas".[24] Spearman era el pornógrafo infantil más buscado por el FBI en el mundo y operaba una de las colecciones de pornografía infantil más grandes de la red oscura. Los miembros de su sitio categorizaban los videos con etiquetas como "violación", "tortura", "llanto", "estrangulamiento" y "gritos".[25] En 2024, Spearman fue condenado a cadena perpetua.[26]